# Hautecourt-Romanèche
Hautecourt-Romanèche är en kommun i departementet Ain i regionen Auvergne-Rhône-Alpes i östra Frankrike. Kommunen ligger  i kantonen Ceyzériat som ligger i arrondissementet Bourg-en-Bresse. Kommunens areal är 21,6 km². År 2022 hade Hautecourt-Romanèche 754 invånare.

## Befolkningsutveckling
Antalet invånare i kommunen Hautecourt-Romanèche
Referens: INSEE